# Margaret Woodrow Wilson
Margaret Woodrow Wilson (Gainesville, 16 aprile 1886 – Puducherry, 12 febbraio 1944) è stata la figlia maggiore del presidente americano Thomas Woodrow Wilson.
Ha svolto la funzione di first lady dal 6 agosto 1914 al 18 dicembre 1915.

## Biografia
Nata a Gainesville, in Georgia, figlia maggiore di Thomas Woodrow Wilson e Ellen Louise Wilson, dopo la morte della madre nel 1914, essendo la più anziana delle figlie del Presidente e l'unica non sposata, svolse ad interim il ruolo di First Lady, finché il padre non si risposò con Edith Wilson nel 1915.
Suffragetta, assieme alle sorelle Jessie e Eleanor fece pressioni sul padre, già prima della sua elezione, perché sostenesse il diritto di voto alle donne. Nel 1915 fu honorary hostess della convention della National American Women Suffrage Association (successivamente diventata League of Women Voters). Nel 1920 fu approvato il 19° emendamento alla Costituzione che proibì la negazione del diritto di voto sulla base del sesso.
Sostenitrice del Metodo Montessori, nel 1913 entrò nel consiglio direttivo della Montessori Educational Association. Fra le altre cause che sostenne ci fu anche quella del Community School Movement.
Dopo la fine dell'incarico come first lady, si dedicò alla carriera di cantante, debuttando nel 1915 con la Chicago Symphony Orchestra a Syracuse, nello Stato di New York. Firmò un contratto con la Columbia Records, con cui realizzò diverse registrazioni, e, durante la prima guerra mondiale, tenne concerti di raccolta fondi per la Croce Rossa in tutti gli Stati Uniti. Si esibì anche presso campi dell'esercito e passò un anno circa in Francia, esibendosi per le truppe alleate. L'esperienza le provocò un esaurimento nervoso che pose fine alla sua carriera di cantante.
Dopo la morte nel padre nel 1924, ricevette una pensione annuale di 2 500 dollari, insufficiente per mantenersi. Lavorò quindi nella pubblicità e fece degli investimenti nel settore petrolifero, che però andarono male. Alla fine degli anni venti abbandonò la vita pubblica.
Nel 1938, dopo diversi anni di studio dello yoga, si trasferì a Pondicherry, in India, nell'ashram di Sri Aurobindo, con il nome di "Dishta". Assieme a Joseph Campbell lavorò alla traduzione inglese de Il Vangelo di Sri Ramakrishna. Nel 1943 il giornalista Herbert Matthews scoprì dove viveva e le dedicò un pezzo sul New York Times. Morì di uremia all'età di cinquantasette anni e fu sepolta in un cimitero cristiano nel 1944.